# Craterocephalus mugiloides
Craterocephalus mugiloides és una espècie de peix pertanyent a la família dels aterínids.

## Descripció
- Pot arribar a fer 7 cm de llargària màxima.
- 1 espina a l'aleta anal.
- Taca negra sovint present a la base de l'aleta pectoral.[6][7]

## Reproducció
Té lloc entre el desembre i el març.

## Alimentació
La seua dieta inclou crustacis i diatomees.

## Hàbitat
És un peix d'aigua marina i salabrosa, pelàgic-nerític i de clima tropical (11°S-21°S).

## Distribució geogràfica
Es troba a l'Índic oriental i el Pacífic occidental central: el nord d'Austràlia (des d'Austràlia Occidental fins a l'illa Fraser, les illes del golf de Carpentària i el nord-est de Queensland).

## Costums
Forma moles mixtes amb Craterocephalus capreoli, Atherinomorus endrachtensis i Atherinomorus ogilbyi.

## Observacions
És inofensiu per als humans i la seua esperança de vida és d'un any.